# Sven-Olov Axelsson
Sven-Olov Axelsson (ur. 22 stycznia 1941 we Floda) – szwedzki biathlonista. W 1962 roku wystartował na mistrzostwach świata w Hämeenlinna, zajmując jedenaste miejsce w biegu indywidualnym i czwarte w drużynie. Na rozgrywanych rok później mistrzostwach świata w Seefeld in Tirol zajął 17. miejsce w biegu indywidualnym i ponownie czwarte w drużynie. Zajął też 35. miejsce w biegu indywidualnym podczas mistrzostw świata w Elverum w 1965 roku. Brał również udział w igrzyskach olimpijskich w Innsbrucku w 1964 roku, zajmując 17. miejsce w biegu indywidualnym. Nigdy nie wystąpił w zawodach Pucharu Świata.

## Osiągnięcia

### Igrzyska olimpijskie
| Rok  | Miejscowość | Konkurencje | Konkurencje | Konkurencje | Konkurencje | Konkurencje | Konkurencje | Konkurencje |
| Rok  | Miejscowość | IN          | SP          | PU          | MS          | RL          | MR          | SR          |
| ---- | ----------- | ----------- | ----------- | ----------- | ----------- | ----------- | ----------- | ----------- |
| 1964 | Innsbruck   | 17.         | nd.         | nd.         | nd.         | nd.         | nd.         | –           |

### Mistrzostwa świata
| Rok  | Miejscowość      | Konkurencje | Konkurencje | Konkurencje | Konkurencje | Konkurencje | Konkurencje | Konkurencje |
| Rok  | Miejscowość      | IN          | SP          | PU          | MS          | RL          | MR          | SR          |
| ---- | ---------------- | ----------- | ----------- | ----------- | ----------- | ----------- | ----------- | ----------- |
| 1962 | Hämeenlinna      | 11.         | nd.         | nd.         | nd.         | 4.          | nd.         | –           |
| 1963 | Seefeld in Tirol | 17.         | nd.         | nd.         | nd.         | 4.          | nd.         | –           |
| 1965 | Elverum          | 35.         | nd.         | nd.         | nd.         | –           | nd.         | –           |